# Meijerella pictinervis
Meijerella pictinervis är en tvåvingeart som beskrevs av Oswald Duda 1934. Meijerella pictinervis ingår i släktet Meijerella och familjen fritflugor. Inga underarter finns listade i Catalogue of Life.